# Alejandro Rojas Díaz Durán
Alejandro Rojas Díaz Durán (Ciudad de México, 8 de octubre de 1957) es un político, politólogo y escritor mexicano. Actualmente es senador suplente.
Ha desempeñado varios cargos en su trayectoria política. En la Ciudad de México, ha sido diputado local en tres ocasiones y ha ocupado el cargo de secretario de Turismo. A nivel federal, ha servido como diputado del Congreso de la Unión y como senador de la República.

## Biografía

### Estudios y formación
Es Licenciado en Ciencias Políticas y Administración Pública por la Universidad Iberoamericana. En esta misma universidad estudió Filosofía. Por otro lado, tiene estudios en la Escuela de Periodismo Carlos Septién García y cursó un diplomado de Relaciones Exteriores en el Instituto Matías Romero.

### Trayectoria política
En 1977 fue el secretario privado de Porfirio Muñoz Ledo. En 1987 fundó la Juventud Progresista, movimiento político que exigía la democratización del régimen político y que posteriormente se convertiría en la fuerza juvenil de la Corriente Democrática del PRI. Esta, encabezada por Porfirio Muñoz Ledo y Cuauhtémoc Cárdenas Solórzano, impulsó la democracia electoral y puso fin al régimen de partido único en México.
Fue elegido asambleísta en la Asamblea de Representantes del Distrito Federal para el periodo 1991-1994. En este tiempo fue vicepresidente de dos comisiones: la Comisión de Salud y Asistencia Social y la Comisión de Movilidad, Transporte y Vialidad.
En 1993 fundó y presidió la Fundación para la Democracia, la primera organización no gubernamental en organizar la observación internacional de unas elecciones en México. Esto se llevó a cabo durante las elecciones federales de México de 1994.
Fue elegido diputado del Congreso de la Unión, cargo que ocupó desde 1994 hasta 1997. Además, fue vicepresidente de la Comisión de Relaciones Exteriores durante esos tres años.
Desde 1997 hasta 2000 fungió como diputado de la Asamblea Legislativa del Distrito Federal. Creó y presidió el Comité de Asuntos Internacionales en este periodo de tiempo. En 1999 fundó el Partido de Centro Democrático junto a Manuel Camacho Solís y Marcelo Ebrard, partido en el cual cumplió el rol de Secretario de Acción Política.
Fue nombrado coordinador de la campaña política de Marcelo Ebrard por la Jefatura de Gobierno en las elecciones en el Distrito Federal de México de 2006. En esa misma campaña fue el encargado del Proyecto de la Constitución Política de la Ciudad de México.
Ocupó el cargo de secretario de Turismo de la Ciudad de México de 2008 a 2012, posición en la que fue galardonado por la Feria Internacional de Turismo. Fue nombrado coordinador del proyecto de gobierno de la campaña política de Miguel Ángel Mancera por la Jefatura de Gobierno en las elecciones en el Distrito Federal de México de 2012.
En 2015, tras dieciséis años de militancia, renunció al PRD por estar en contra de su alianza, a través del Pacto por México, con el gobierno de Enrique Peña Nieto. En su carta de renuncia instó a la refundación de un estado moderno y democrático y a la convocatoria de una nueva asamblea constituyente.
Fue invitado por Ricardo Monreal Ávila a ser el coordinador de estrategia electoral y proyecto de gobierno para la Delegación Cuauhtémoc en las elecciones en el Distrito Federal de México de 2015.
En febrero de 2016, fue designado por Miguel Ángel Mancera como miembro del Consejo Consultivo para la reforma política de la Ciudad de México, encabezado por Porfirio Muñoz Ledo. Este Consejo Consultivo finalizó el 14 de septiembre de 2016.
Mientras era diputado de la Asamblea Legislativa de la Ciudad de México en 2018, propuso el proyecto de ley para la creación del Banco Metropolitano de la Ciudad de México. Durante ese mismo año fue invitado por Andrés Manuel López Obrador a ser el vicecoordinador de la segunda circunscripción electoral de México en la alianza electoral Juntos Haremos Historia en las elecciones federales de 2018. Del 2018 al 2022 fue consejero de Morena.
El 31 de marzo de 2019 renunció al puesto de coordinador de asesores de Morena en el Senado de la República. En 2020, después de ser candidato a la presidencia nacional de este partido, fundó el movimiento Ala Democrática.
En octubre de 2021 fue nombrado consejero político de Ricardo Monreal y del Grupo Parlamentario de Morena en el Senado de la República. 
Entre el 21 de junio y el 23 de noviembre de 2023, ejerció como senador de la República en reemplazo de Ricardo Monreal Ávila, quien se retiró para participar en la selección de coordinadores para los comités de la Cuarta Transformación.
En enero de 2024, tras nueve años de militancia, renunció a Morena por estar en contra de un régimen que consideró antidemocrático, autoritario y militarista, afirmando que la Cuarta Transformación se había desviado de sus ideales. En su mensaje de renuncia, instó a la reconciliación de los mexicanos, a la refundación de la nación y a la reinstauración de un régimen democrático en el país.

## Libros
Rojas Díaz Durán ha escrito cinco libros:
- Constitución del Distrito Federal (2007)[26]
- La participación ciudadana (2007)[27]
- Hablemos de la ciudad - Un paseo por la Ciudad de México (2010)[28]
- Constitución de la Ciudad de México (2011)[29]
- La refundación de la 4ª República (2020)[30]